# Marienhospital Witten

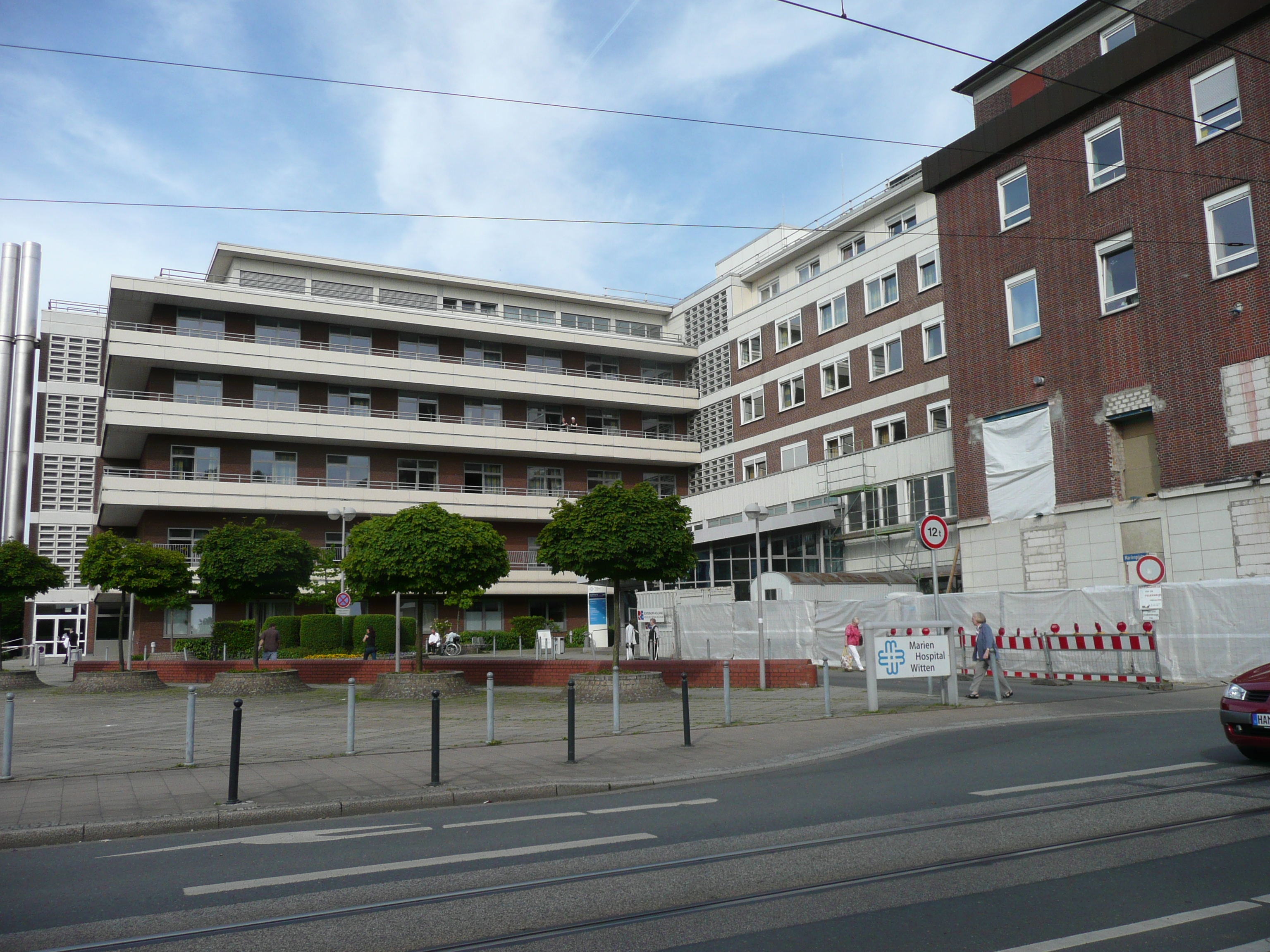
Haupteingang Marien Hospital

Das Marien Hospital Witten ist ein katholisches Krankenhaus in Witten. Jährlich werden über 21.000 Patienten stationär und etwa 42.000 Patienten ambulant versorgt. Die Klinik ist akademisches Lehrkrankenhaus der  Universitäten Bochum und Witten/Herdecke.

## Geschichte
Das Marien Hospital wurde am 8. November 1858 eröffnet. Die katholische Gemeinde schloss einen Vertrag mit dem Mutterhaus der Vinzentinerinnen in Paderborn, die die Pflege übernahmen. Es kam zu einer Reihe von Erweiterungen. Im Jahre 1903 war das Haus um zwei Stockwerke erhöht worden, so dass man über 220 Betten verfügte. 1926 begann man mit einem Neubau. Im Zweiten Weltkrieg traf ein Luftangriff am 12. Dezember 1944 das Haus schwer. Am 19. März 1945 zerstörte ein weiterer schwerer Luftangriff das Haus fast völlig. Der Wiederaufbau dauerte zwei Jahre. 1959 errichtete man zwei Schwesternwohnhäuser. Es folgten Erweiterungsbauten nach Norden. Weitere Baumaßnahmen erfolgten 1982 und 2004. Das Krankenhaus verfügt mittlerweile über eine Tiefgarage. Seit Mitte 2008 gehört das Krankenhaus der St. Vincenz Gruppe Ruhr GmbH.

## Fachabteilungen
Das Haus besitzt die Abteilungen Innere Medizin, Kardiologie, Pädiatrie, Kinderchirurgie, Chirurgie, Geburtshilfe/Gynäkologie, Gefäßchirurgie, HNO (Belegabteilung), Radiologie/Nuklearmedizin, Plastische, Rekonstruktive/Ästhetische Chirurgie  und Anästhesie/Intensivpflege.